# ブルーノ・カッペローザ
ブルーノ・カッペローザ（Bruno Cappelozza、1989年5月20日 - ）は、ブラジルの男性総合格闘家。サンパウロ州ジャウー出身。コリンチャンスMMA所属。PFLヘビー級トーナメント2021王者。

## 来歴
7歳から総合格闘技のトレーニングを始め、その後は空手、柔道、カポエイラ、ムエタイを経験した。2010年、プロ総合格闘技デビュー。

### RIZIN
2015年12月29日、RIZIN FIGHTING WORLD GRAND-PRIX 2015 さいたま3DAYSのヘビー級（-100kg）トーナメント1回戦でテオドラス・オークストリスと対戦し、右フックで1RTKO負け。
2018年7月29日、RIZIN.11でイリー・プロハースカと対戦。左ジャブを効かせるも、直後に右ストレートで2度ダウンを奪われパウンドで1RKO負け。

### PFL
2021年5月6日、PFL初参戦となったPFL 3でアンテ・デリアと対戦し、スタンドパンチ連打で開始46秒のKO勝ちを収め6ポイントを獲得。6月25日、PFL 6でモハメド・デリースと対戦し、右ハイキックで1RTKO勝ちを収め6ポイントを獲得し、合計12ポイントでプレーオフ進出を果たした。
2021年8月19日、PFL 8のヘビー級トーナメント準決勝でジャメル・ジョーンズと対戦し、左ジャブでダウンを奪いパウンドで2RTKO勝ち。10月27日、PFL 10のヘビー級トーナメント決勝でアンテ・デリアと再戦し、3-0の5R判定勝ちを収め優勝を果たし、優勝賞金100万ドルを獲得した。
2022年4月28日、PFL 2でステュアート・オースティンと対戦し、パウンドで1RTKO勝ちを収め6ポイントを獲得。6月24日、PFL 5でマテウス・シェフェウと対戦し、番狂わせとなる0-3の判定負け。この試合はWorld MMA Awardsの「アップセット・オブ・ザ・イヤー」にノミネートされた。なお、カッペローザは合計6ポイントでプレーオフ進出を果たしたが、負傷欠場により出場を断念した。
2023年4月7日、PFL 2でマテウス・シェフェウと再戦し、右ストレートでダウンを奪いパウンドで1RTKO勝ちを収めリベンジを果たしたが、試合後にカッペローザから禁止薬物ドロスタノロンの陽性反応が出たため、裁定がノーコンテストに変更され9ヶ月間の出場停止処分が下された。
2024年2月24日、PFLが昨年買収したBellatorとの共同開催となったPFL vs. Bellatorで元Bellator世界ライトヘビー級王者ワジム・ネムコフと対戦し、肩固めで2R一本負け。

## 戦績
| 総合格闘技 戦績 | 総合格闘技 戦績 | 総合格闘技 戦績 | 総合格闘技 戦績 | 総合格闘技 戦績 | 総合格闘技 戦績 | 総合格闘技 戦績 |
| --------------- | --------------- | --------------- | --------------- | --------------- | --------------- | --------------- |
| 23 試合         | (T)KO           | 一本            | 判定            | その他          | 引き分け        | 無効試合        |
| 15 勝           | 14              | 0               | 1               | 0               | 0               | 1               |
| 7 敗            | 2               | 3               | 1               | 1               | 0               | 1               |

| 勝敗 | 対戦相手                           | 試合結果                                       | 大会名                                                                           | 開催年月日     |
| ×    | ワジム・ネムコフ                   | 2R 2:13 肩固め                                 | PFL vs. Bellator: Champs                                                         | 2024年2月24日  |
| －   | マテウス・シェフェウ               | ノーコンテスト（カッペローザの禁止薬物失格）   | PFL 2 【2023年PFLヘビー級トーナメント・レギュラーシーズン1回戦】                 | 2023年4月7日   |
| ×    | マテウス・シェフェウ               | 5分3R終了 判定0-3                              | PFL 5 【2022年PFLヘビー級トーナメント・レギュラーシーズン2回戦】                 | 2022年6月24日  |
| ○    | ステュアート・オースティン         | 1R 4:24 TKO（パウンド）                        | PFL 2 【2022年PFLヘビー級トーナメント・レギュラーシーズン1回戦】                 | 2022年4月28日  |
| ○    | アンテ・デリア                     | 5分5R終了 判定3-0                              | PFL 10 【2021年PFLヘビー級トーナメント決勝】                                     | 2021年10月27日 |
| ○    | ジャメル・ジョーンズ               | 2R 1:33 TKO（左ジャブ→パウンド）               | PFL 8 【2021年PFLヘビー級トーナメント準決勝】                                    | 2021年8月19日  |
| ○    | モハメド・デリース                 | 1R 2:21 TKO（右ハイキック）                    | PFL 6 【2021年PFLヘビー級トーナメント・レギュラーシーズン2回戦】                 | 2021年6月25日  |
| ○    | アンテ・デリア                     | 1R 0:46 KO（スタンドパンチ連打）               | PFL 3 【2021年PFLヘビー級トーナメント・レギュラーシーズン1回戦】                 | 2021年5月6日   |
| ×    | イリー・プロハースカ               | 1R 1:23 KO（スタンドパンチ連打→パウンド）      | RIZIN.11                                                                         | 2018年7月29日  |
| ○    | ルーカス・ロサ                     | 1R 3:02 TKO（パンチ連打）                      | Gladiator MMA 3                                                                  | 2017年10月16日 |
| ○    | デヴァニ・マルチンス・ジュニオール | 1R 0:07 TKO（右膝蹴り→パウンド）               | Demolidor Fight 10 【DFMMAライトヘビー級王座決定戦】                             | 2017年8月12日  |
| ○    | グリッドソン・アブレウ             | 3R 3:08 TKO（ボディへの右ストレート→パウンド） | Jungle Fight 87 【Jungle Fightライトヘビー級王座決定戦】                         | 2016年5月21日  |
| ×    | テオドラス・オークストリス         | 1R 3:32 TKO（右フック）                        | RIZIN FIGHTING WORLD GRAND-PRIX 2015 さいたま3DAYS 【ヘビー級トーナメント1回戦】 | 2015年12月29日 |
| ○    | サンドロ・ベゼラ                   | 1R 4:17 TKO（パンチ連打）                      | Jungle Fight 82 【Jungle Fightクルーザー級王座決定戦】                           | 2015年10月24日 |
| ○    | マルコ・タレビ・パウロ             | 1R 0:20 KO（右ストレート→パウンド）            | Gladiator MMA 2                                                                  | 2015年7月18日  |
| ○    | デビッド・テイシェイラ             | 2R TKO                                         | Gladiator MMA                                                                    | 2014年10月25日 |
| ○    | ヴァグネル・クヒオ                 | 1R TKO（パンチ連打）                           | Real Fight 9                                                                     | 2013年6月15日  |
| ×    | エミリアーノ・ソルディ             | 1R 0:34 ギロチンチョーク                       | Jungle Fight 35                                                                  | 2011年12月17日 |
| ○    | ダーレイ・ブローンストラップ       | 3R 2:46 TKO（棄権）                            | Jungle Fight 32                                                                  | 2011年9月10日  |
| ○    | ジャクソン・モラ                   | 1R 4:28 KO（スタンドパンチ連打→パウンド）      | Jungle Fight 28                                                                  | 2011年5月21日  |
| ○    | マルセロ・クルーズ                 | 3R 1:53 TKO（右ローキック→パウンド）           | Jungle Fight 26                                                                  | 2011年4月2日   |
| ×    | ネウソン・マルチンス               | 1R 1:58 TKO（反則のパンチ）                    | Jungle Fight 24                                                                  | 2010年12月18日 |
| ×    | ホアン・パウロ・ペレイラ           | 1R 3:34 肩固め                                 | Predador FC 17                                                                   | 2010年12月11日 |

## 獲得タイトル
- PFLヘビー級トーナメント優勝（2021年）
- DFMMAライトヘビー級王座（2017年）
- 第3代Jungle Fightライトヘビー級王座（2016年）
- 初代Jungle Fightクルーザー級王座（2015年）